# Philothis medvedevi
Philothis medvedevi är en skalbaggsart som beskrevs av Kryzhanovskij 1966. Philothis medvedevi ingår i släktet Philothis och familjen stumpbaggar. Inga underarter finns listade i Catalogue of Life.